# Rila Point
Der Rila Point (bulgarisch носът Рила nosat Rila) ist eine Landspitze an der Südküste der Livingston-Insel im Archipel der Südlichen Shetlandinseln. In der Moon Bay bildet sie die Ostseite der Einfahrt zur Bruix Cove. Sie liegt 8,75 km westlich des Renier Point, 7,4 km östlich des Atanasoff-Nunatak, 4,3 km nordnordöstlich des Plovdiv Peak und 3,2 km nordwestlich des Delchev Peak.
Die bulgarische Kommission für Antarktische Geographische Namen benannte sie 2002 nach dem Rilagebirge im Südwesten Bulgariens.